# Silene dioica
La silene dioica (Silene dioica (L.) Clairv.) è una pianta erbacea perenne alta fino a 80 cm, pelosa, dai delicati fiori di colore rosa intenso, appartenente alla famiglia delle Caryophyllaceae.

## Etimologia
Il nome del genere (Silene) si riferisce alla forma del palloncino del fiore. Si racconta che Bacco avesse un compagno di nome Sileno con una gran pancia rotonda.  Ma probabilmente questo nome è anche connesso con la parola greca “sialon” (= saliva); un riferimento alla sostanza bianca attaccaticcia secreta dal fusto di molte specie del genere.

“Dioico” deriva dalla particolarità di avere i fiori unisessuali: o solo maschili o solo femminili.

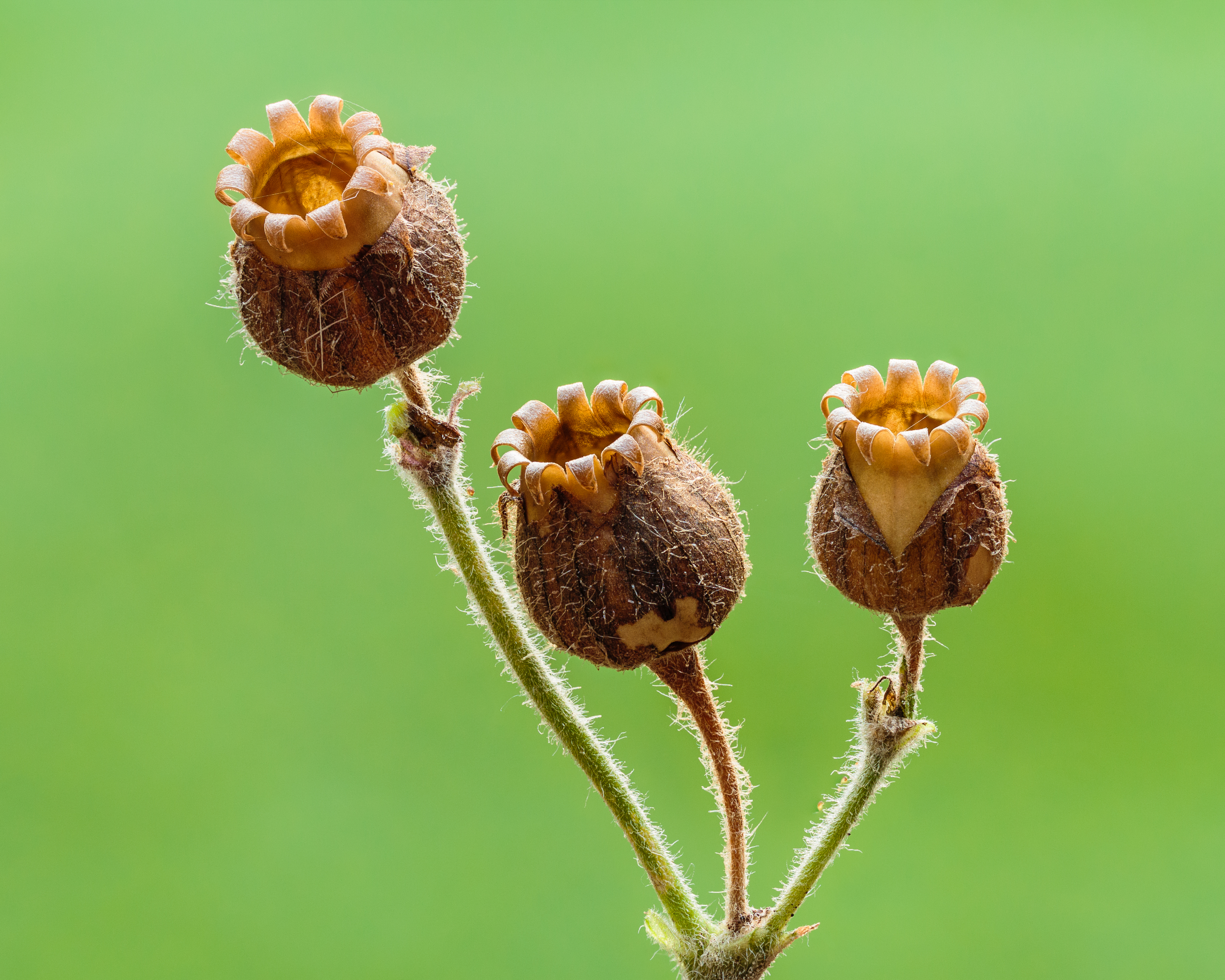
Baccelli di semi di Silene dioica.

## Descrizione

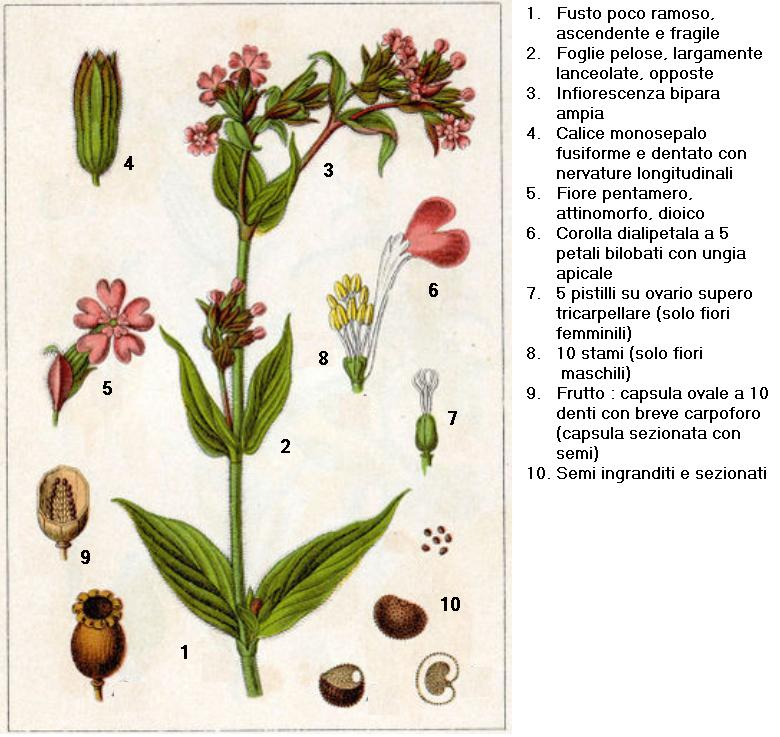
Descrizione delle parti della pianta

La forma biologica di questa specie è emicriptofita scaposa  (H scap) : pianta perennante per mezzo di gemme al suolo (emicriptofita), e con asse fiorale più o meno privo di foglie (scaposa).

### Radici
La radice è del tipo fittonante.

### Fusto
Il fusto è poco ramoso, ascendente e fragile con pelosità patente. Sia il fusto che le foglie sono leggermente appiccicosi.

### Foglie
Le foglie sono pelose, in genere largamente lanceolate (se non ovali) e a disposizione opposta lungo il fusto. Quelle inferiori sono spatolate con picciolo lungo 4 – 6 cm e lamina ellittica (dimensioni delle foglie: larghezza 4 cm; lunghezza 8 cm); mentre quelle superiori sono più piccole e sessili.

### Infiorescenza
L'infiorescenza è del tipo a pannocchia lassa o più precisamente bipara ampia: ossia i fiori crescono da ambo i lati rispetto al fiore apicale con 3 – 9 fiori totali (infiorescenza chiamata anche “dicasio racemoso”).

### Fiori
I fiori sono raggiati (a simmetria attinomorfa) e pentameri. Sono inoltre unisessuali (dioici), ossia troviamo piante con soli fiori maschili che hanno solo gli stami; e piante con soli fiori femminili con solo l'ovario e gli stili.
- Calice: il calice è sinsepalo (vedi gamosepalo), largo 4 mm e lungo 10 – 13 mm e di colore rossastro; non rigonfio come nelle altre specie, ma fusiforme con denti lunghi e acuti di circa 1/5 del tubo (2 mm) e con peli patenti. Il calice dei fiori maschili presenta 10 venature longitudinali; quello dei fiori femminili con un numero doppio di venature. È da notare anche un certo dimorfismo sessuale tra i calici dei due sessi: il calice femminile è più rigonfio e grande in quanto deve contenere l'ovario.
- Corolla: la corolla è dialipetala con 5 petali, lunghi fino a 25 mm. Sono profondamente bilobi all'apice (più della metà della lunghezza totale del petalo: 12 mm) e lembo di 6 mm. Il colore è rosa fucsia.
- Androceo:  gli stami sono 10.
- Gineceo: l'ovario è supero tricarpellare e sincarpico con 5 stili.
- Fioritura: da aprile a settembre
- Impollinazione: tramite insetti. Infatti il nettare di questi fiori è molto ricercato dai bombi, farfalle e diverse specie di falene. Ma l'impollinazione avviene anche col vento (anemofila).

### Frutti
Il frutto è una capsula ovale deiscente per 10 denti revoluti. Dimensione della capsula:10 – 15 mm. Il carpoforo è di 2 mm.

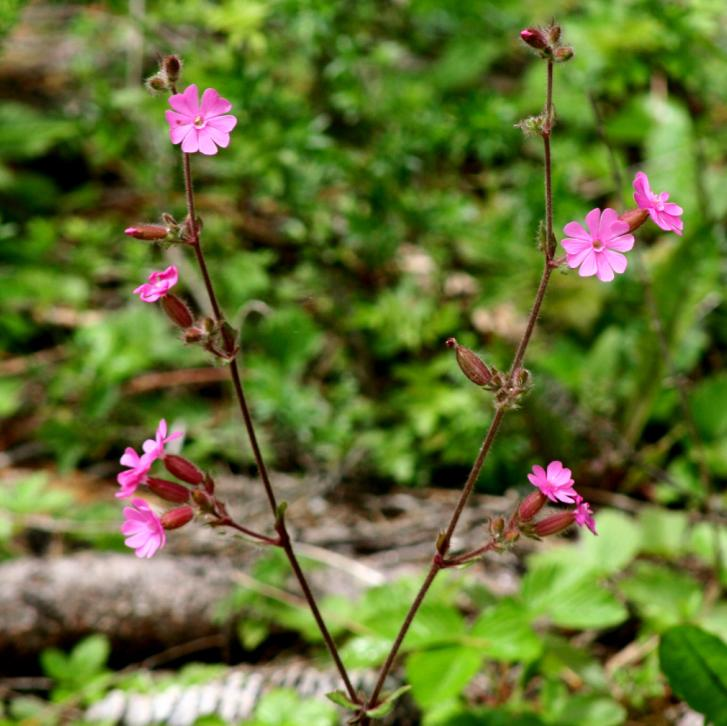
Infiorescenza bipara lassa
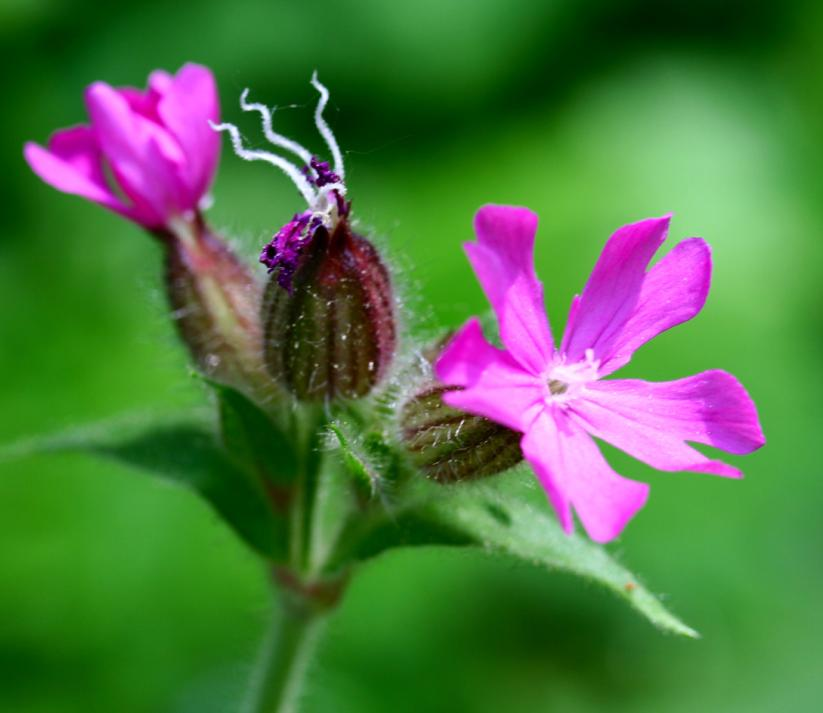
Fiori femminili con pistilli sporgenti
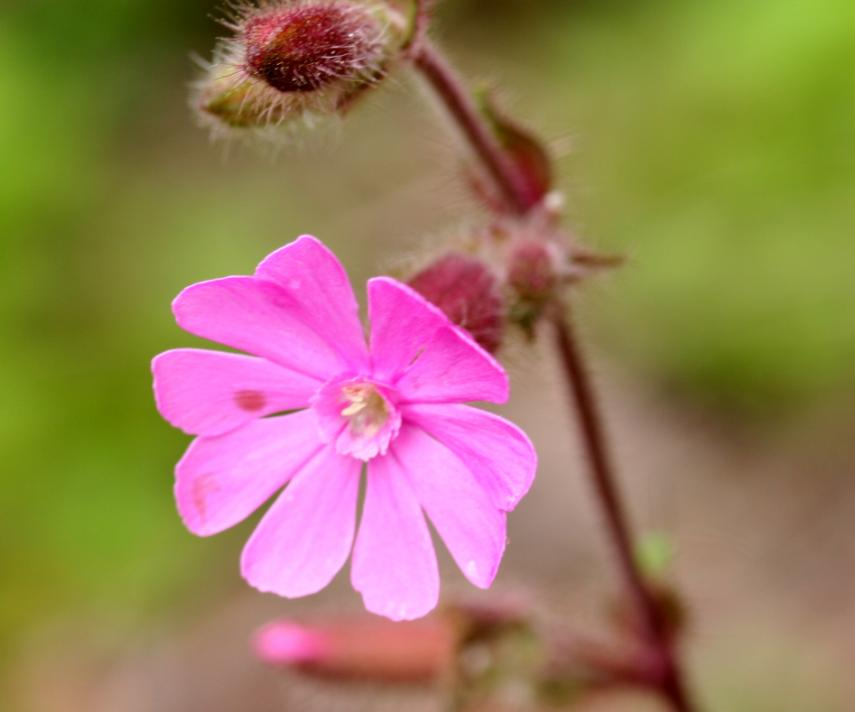
Fiore maschile con petali bilobati
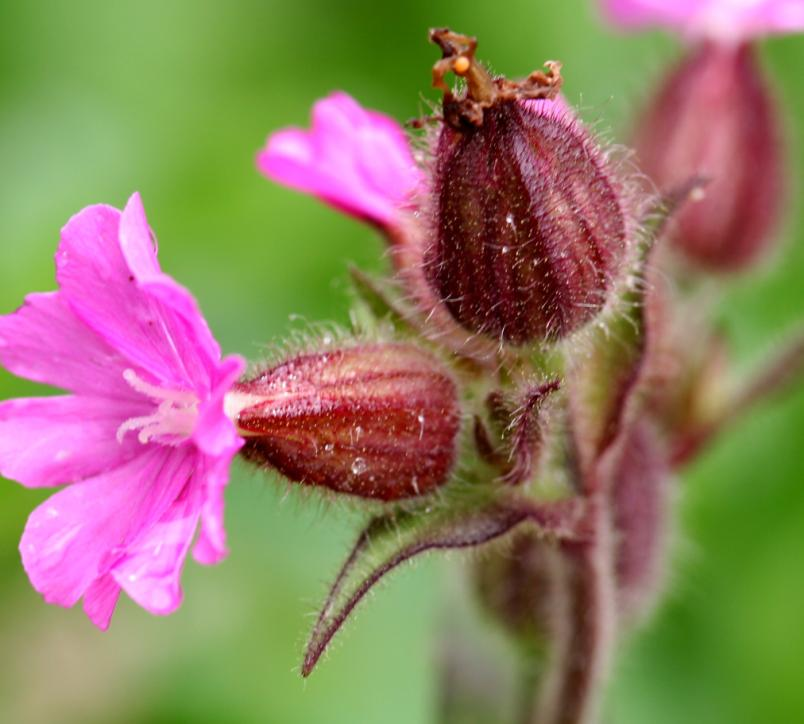
Calice femminile con ovario interno
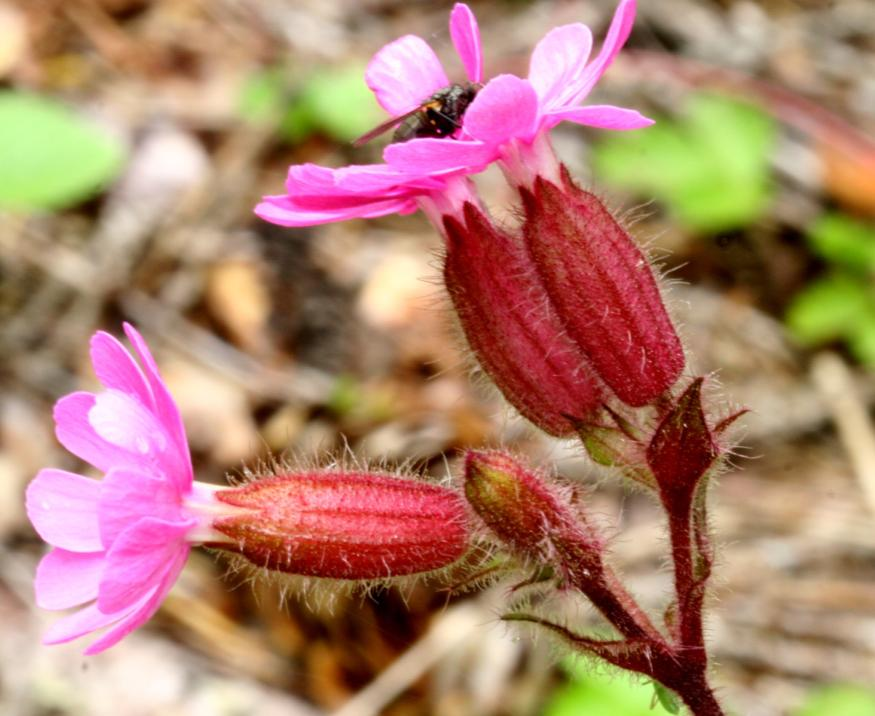
Calice maschile fusiforme

## Distribuzione e habitat
- Geoelemento: il tipo corologico è definito come Paleotemp. o Eurisiberiano (secondo altri autori) in tutti i casi originario delle zone fredde e freddo – temperate dell'emisfero boreale.
- Distribuzione : è diffusa in Europa, Asia occidentale, Africa settentrionale. In Italia si trova su tutta la penisola (isole escluse, ma esclusa anche la Puglia).
- Habitat: La pianta è nitrofila e gli habitat preferiti sono i boschi riparati, prati grassi e arbusteti, ma anche i pascoli mesofili concimati, i megaforbieti, i saliceti ripariali, i pioppeti, i frassineti e gli ontaneti umidi.
- Distribuzione altitudinale: dai 400 ai 2300 m s.l.m.

## Tassonomia

### Sottospecie
Sono note le seguenti sottospecie:
- Silene dioica subsp. dioica
- Silene dioica subsp. lapponica  (Simmons) Tolm. & Kozhanch.

### Varietà
Questa pianta ha alcune varietà:
- var. dioica (sinonimo = S. subsp. dioica)
- var. foetida (Schkuhr) Santa (1973)
- var. zetlandica (Compton) Kerguelen (1998)

### Ibridi
Facilmente si formano degli ibridi con la specie Silene latifolia con petali colore rosa – chiaro.
- Silene x hampeana Meusel & K.Werner (1976) (ibrido fra S. latifolia subsp. alba x S. dioica)

## Usi

### Farmacia
Nella credenza popolare queste piante anticamente erano usate per curare i morsi di serpente (si trituravano i semi).

### Cucina
Pianta mangereccia, anche se non molto conosciuta. Nel nord-est, in una tipica ricetta popolare, viene usata come ripieno dei ravioli con ricotta.

### Industria
L'industria da questa pianta ricava saponi.

## Galleria d'immagini

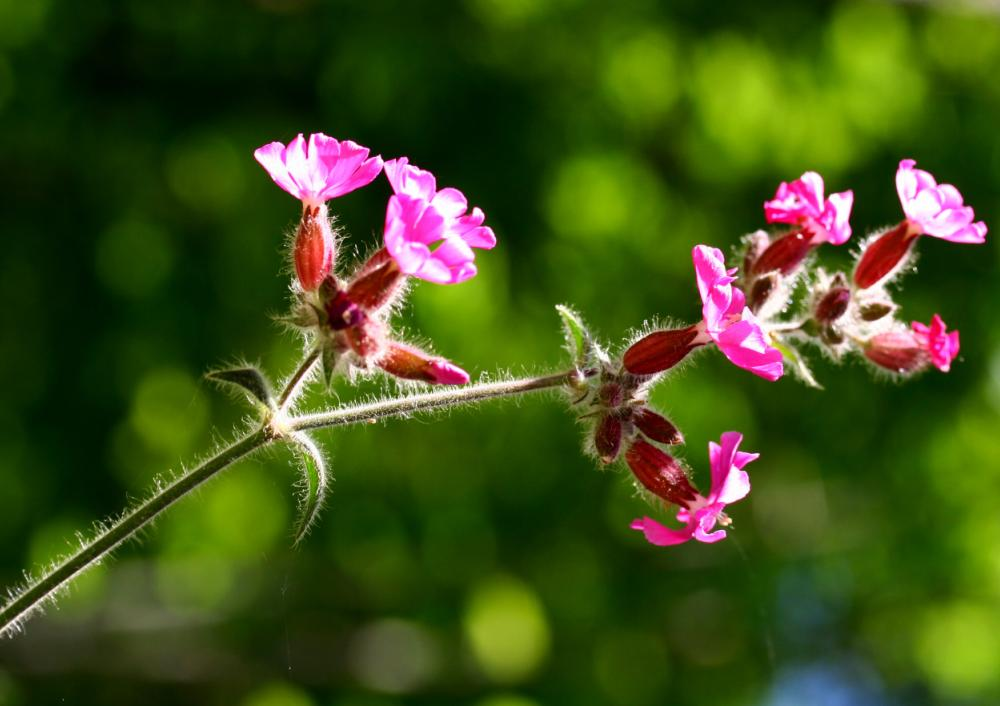
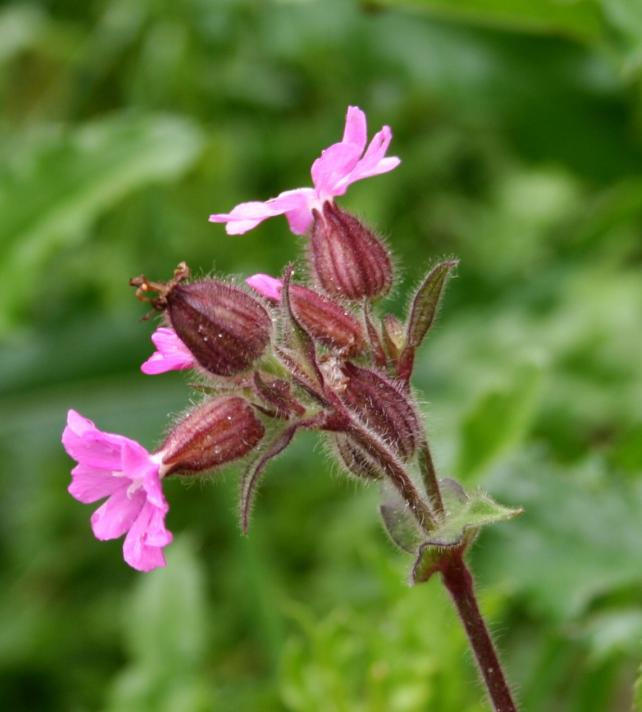
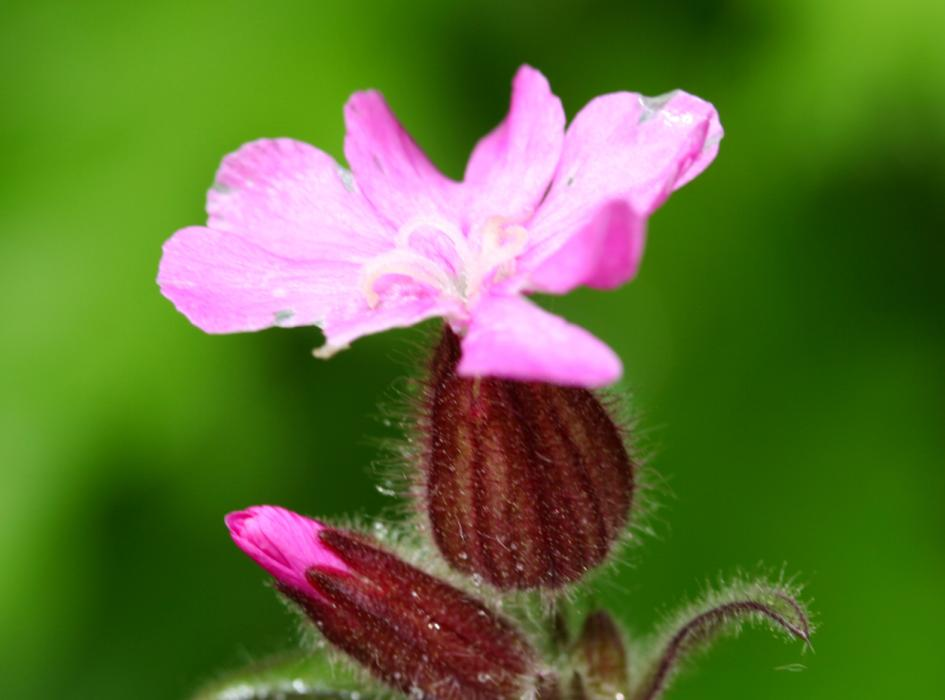
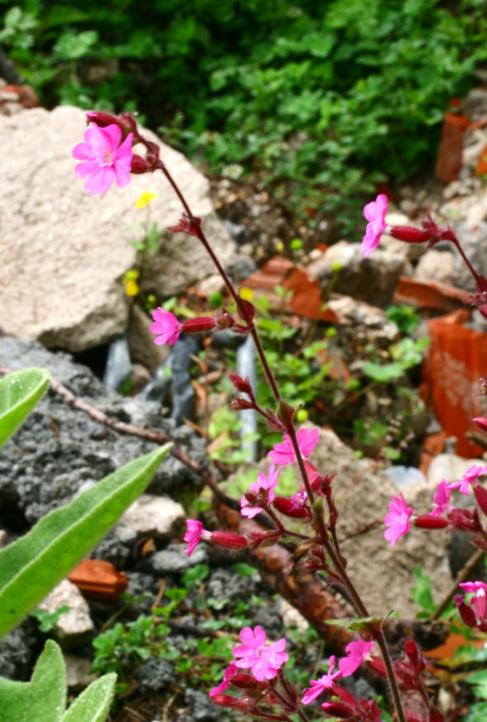